# Мендеш, Лассана
Ласса́на Нала́тче Ме́ндеш (порт. Lassana Nalatche Mendes; род. 26 декабря 1996) — бисау-гвинейский футболист, полузащитник клуба «Бала Таун».

## Карьера
Начинал карьеру в низших футбольных дивизионах Англии. В 2017 году перебрался в валлийский «Колуин-Бей», а в 2019 году стал игроком «Бала Таун».
Дебютировал за клуб в валлийской Премьер-лиге в матче с «Эйрбас ЮК», отличившись голевой передачей. В 2020 году сыграл в квалификации Лиги Европы УЕФА против «Валлетты», но «Бала Таун» не смог одолеть льежский «Стандард», отправившись в Лигу Конференций. Там валлиский клуб не смог одолеть североирландский «Ларн».